# 楚平王

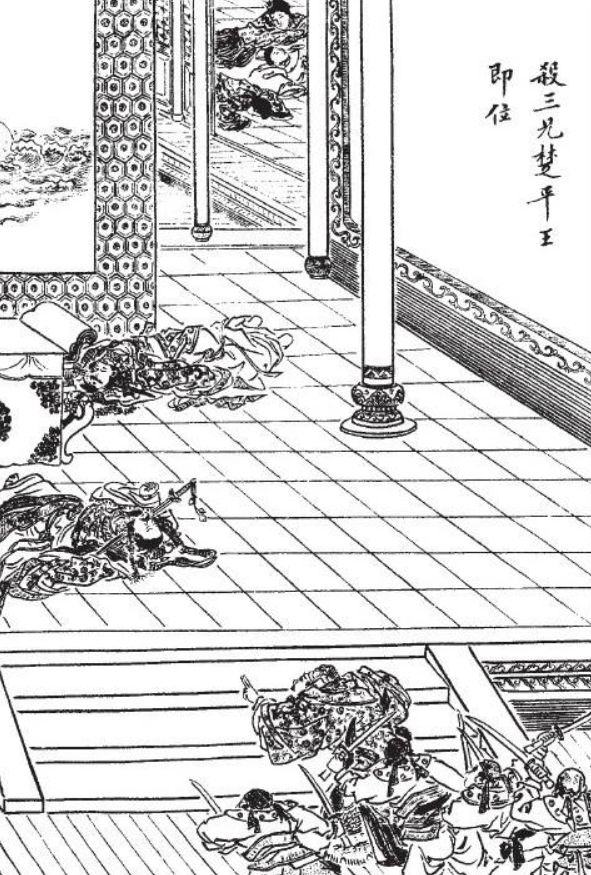
小说《东周列国志》插画：杀三兄楚平王即位

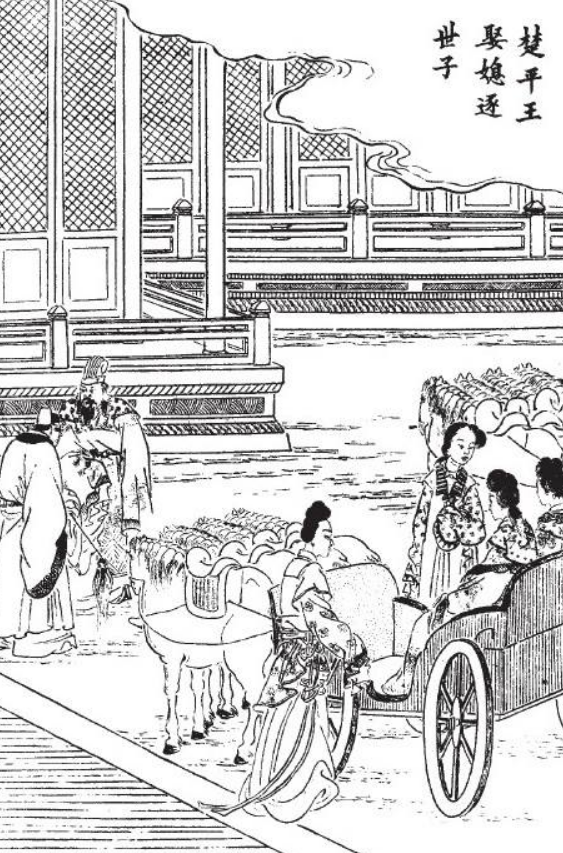
小说《东周列国志》插画：楚平王娶媳逐世子

楚平王（？—前516年），芈姓，熊氏，名弃疾，楚滅陳、蔡二国後，棄疾為陳公、蔡公，是楚靈王之弟，楚共王的幼子。後兵變推翻楚靈王子干即位，登上王位后改名居。

## 簡介
周景王四年（前541年）楚公子圍殺其侄郟敖篡位，公子圍弟子干、子皙逃走，公子圍即位，是為楚靈王。
周景王十六年（前529年），子干、子皙、棄疾聯合造反，棄疾殺死靈王的愛子太子祿及公子罷敵，靈王逃到申亥家，自認復辟無望，在申亥家自縊。子干自立為王，後棄疾又假傳楚靈王率军回國平亂的消息，迫使子干與子皙自杀。棄疾即位，是為楚平王。
楚平王為與各諸侯國和好，楚平王立陳哀公太孫公孫吳為陳國君主，蔡灵侯世子公子庐为蔡国君主，恢复两国。
楚平王曾任用奸臣費無忌，向秦哀公求女来当太子建的妻子。哀公之女伯嬴到楚国后，楚平王见其貌美，遂占为己有，又打算殺死太子建，太子建出奔後，平王又殺害支持太子建的大臣伍奢、伍尚父子，伍奢另一個兒子伍子胥投奔吳國，周敬王十四年（前506年），吳王闔閭率伍子胥等又大舉伐楚，佔領了楚國的都城郢。那時平王已死，昭王逃亡隨國（今湖北隨州）。伍子胥掘楚平王墓，鞭屍三百。史稱柏舉之戰。
1973年，湖北省當陽季家湖楚城遺址1號臺基出土一青铜甬鐘，其铭文共有12字，即“秦王卑命，競（景）平王之定救秦戎。”李零等学者考证，此競坪王可释读为景平王，即楚平王。「景平」为楚平王的兩字谥。而李零更指出，战国时代楚国的景氏得名于楚平王的谥法，所以景氏为楚平王的后裔。《清华简》中写作“競埔王”。

## 大事记
- 楚平王二年，使费无忌（左传作费无极），去秦国为太子建娶妇。楚平王听从建议自娶秦女，生熊珍。
- 楚平王六年，命太子建居城父，守边。后平王怀疑太子不轨，囚禁伍奢，令司马奋扬召太子。太子建闻之奔宋。又欲杀伍奢二子伍尚、伍子胥。伍尚赴死，伍子胥奔吴。
- 楚平王十年，吴使公子光伐楚，俘太子建之母而去。楚迁都于郢。
- 楚平王十三年，卒。

## 家庭
父：
- 楚共王

妻妾：
- 元配《史记》作蔡女，《左传》作郹阳（位于今河南省新蔡县）封人（楚官名、边城长官）女，楚平王在蔡国时，她私奔至楚平王，生太子建。
- 繼室秦哀公之女伯嬴，楚平王二年，信費無忌之言，奪太子建的婚約，後生一子一女，熊珍與季芈畀我。楚昭王十年被吳國公子光俘走。

子女：
- 庶出，公子申，字子西
- 嫡出，廢太子，太子建，字子木，蔡女所生。
- 庶出，公子结，字子期
- 庶出，公子启，字子闾
- 公子珍，后为楚昭王。母伯嬴。
- 季芈畀我，楚昭王之妹，母伯嬴。

## 影視作品
- 《东周列国春秋篇》由嚴燕生飾演。